# Леонтович, Владимир Николаевич
Владимир Николаевич Леонтович (укр. Володимир Миколайович Леонтович;1866, Полтавская губерния  — 10 декабря 1933, Прага) — украинский общественно-политический деятель, юрист, писатель и меценат.

## Биография
По материнской линии принадлежал к французскому роду Альбрандтов, поселившемуся на Украине во времена Великой французской революции. Сын потомственного дворянина Полтавской губернии, штабс-ротмистра Николая Павловича Леонтовича (род Леонтовичей внесен в 3-ю часть дворянской родословной книги в 1842 году по заслугам штабс-капитана Павла Николаевича Леонтовича, награждённого орденом Св. Владимира). Родился на хуторе Ореховка (по другим данным в Матяшовке), Лубенского уезда, Полтавской губернии 5 августа 1866 года. В семье были ещё дети: сыновья Иван (1.10.1860—1926) — член Государственного Совета; Константин (30.5.1862—?) — Полтавский губернский предводитель дворянства; Павел (14.12.1873—?) — земский деятель Лубенского уезда; а также сестра Анна (27.01.1871—?).
Получив среднее образование в Лубенской и Прилукской гимназиях, поступил на юридический факультет Московского университета и в 1888 году окончил его со степенью кандидата прав за сочинение «История землевладения в Украине от восстания гетмана Б. Хмельницкого до введения крепостного права царицей Екатериной II». Ему предложили ему остаться в университете для подготовки к профессорской деятельности, однако родители звали сына домой, помогать по хозяйству. Чувствуя тягу в другую область знаний, он посещал также лекции ботаники на естественном факультете университета и лекции общего земледелия в Петровской сельскохозяйственной академии.
До 1918 года жил в родовом имении (крупный землевладелец, имевший в собственности свыше 650 десятин земли в Лубенском уезде с усадьбой в хуторе Ореховщине); иногда по делам выезжал в Киев. Был почётным мировым судьёй в Лубенском и Хорольском уездах, неоднократно избирался гласным Лубенского и Хорольского уездных земских собраний, гласным губернского земства, был членом Старой Громады и Общества украинских прогрессистов. С 1906 года — один из издателей (вместе с В. Симиренко и Е. Чикаленко) первой ежедневной украинской газеты «Общественное мнение», впоследствии — «Рада». Занимался сельским хозяйством и культурной деятельностью, построил сахарный завод и двухклассную школу, занимался просветительской деятельностью среди местного населения, заботился о благосостоянии односельчан.
В 1917 году стал одним из основателей Центральной Рады, в период гетманата — министр земельных дел в кабинете Лизогуба. Совместно с Е. Чикаленко разработал проект земельной реформы, которую современники считали одной из самых демократичных в мире.
В 1919 году эмигрировал; жил в Болгарии и Чехословакии. Умер в Праге 10 декабря 1933 года.

## Писатель
Первые публикации (1890-е годы) вышли под псевдонимом В. Левенко: повесть «Пани и люде» (Львов, 1893), «Per pedes apostolorum» (Львов, 1896 — живые картинки из жизни духовенства на Украине). В 1914 г. в Киеве вышел в свет сборник «Старе й Нове», содержащий «Заповит и смерть пана Ивана Гречки», «Я заробив у мого Бога» и другие рассказы.
В последние годы В. Н. Леонтович входил в состав редакции киевского украинского журнала «Литературно-Науковий Вестник», на страницах которого были помещены его лучшие произведения.

### Избранные публикации
- Леонтович В. Н. К вопросу о состоянии учебников для сельских школ Полтавской губернии : Доклад [37-му очередному Полтавск. земск. собранию]. — Полтава: типо-лит. Л. Т. Фришберга, 1901. — 18 с. (карточка каталога РНБ)
- Леонтович В. Н. Культура сельскохозяйственных растений в условиях Юга России. — Прага: Хутор, 1923. — 24 с. (карточка каталога РНБ)